# On traverse un miroir
On traverse un miroir è il primo singolo promozionale per l'album Incognito della cantante canadese Céline Dion, pubblicato nell'aprile 1987 in Canada. Il brano è stato scritto da Isa Minoke e Robert Lanfond, mentre la produzione è stata curata dal musicista francese Aldo Nova.

## Contenuti, successo commerciale e pubblicazioni
Il singolo fu rilasciato in Canada, insieme alla traccia del lato B, Ma chambre, inserita nell'edizione francese dell'album Incognito.
Il 25 aprile 1987 On traverse un miroir entra nella Quebec Singles Chart, raggiungendo la seconda posizione; il singolo trascorse ventidue settimane in classifica.
Per promuovere il singolo fu realizzato anche un videoclip musicale, tratto dallo speciale televisivo dedicato al nuovo album della Dion e intitolato Incognito. Il programma, prodotto dalla Canadian Broadcasting Corporation, fu trasmesso nel settembre 1987 e diretto dal regista Jacques Payette.
La canzone è stata inserita anche nell'edizione canadese di On ne change pas, una raccolta dei più grandi successi di Céline Dion pubblicata nel 2005.

## Formati e tracce
LP Singolo 7" (Canada) (CBS: C5-3000)
1. On traverse un miroir – 4:15 (Isa Minoke, Robert Lafond)
2. Ma chambre – 4:00 (Daniel Mercure, Jean-Pierre Ferland)

## Classifiche
| Classifica (1987) | Posizione massima raggiunta |
| ----------------- | --------------------------- |
| Québec (ADISQ)    | 2                           |